# Peru International 2017
Die Peru International 2017 im Badminton fanden vom 20. bis zum 23. April 2017 in Lima statt.

## Sieger und Platzierte
| Disziplin    | Gold                            | Silber                       | Bronze                                  |
| ------------ | ------------------------------- | ---------------------------- | --------------------------------------- |
| Herreneinzel | Ygor Coelho                     | Rosario Maddaloni            | Job Castillo                            |
| Herreneinzel | Ygor Coelho                     | Rosario Maddaloni            | Adam Mendrek                            |
| Dameneinzel  | Michelle Li                     | Disha Gupta                  | Sâmia Lima                              |
| Dameneinzel  | Michelle Li                     | Disha Gupta                  | Sofia Setim                             |
| Herrendoppel | Alwin Francis Tarun Kona        | Mario Cuba Diego Mini        | Job Castillo Arturo Hernández           |
| Herrendoppel | Alwin Francis Tarun Kona        | Mario Cuba Diego Mini        | Nicolás Macías Gustavo Alfredo Salazar  |
| Damendoppel  | Daniela Macías Dánica Nishimura | Jaqueline Lima Sâmia Lima    | Inés Castillo Paula La Torre            |
| Damendoppel  | Daniela Macías Dánica Nishimura | Jaqueline Lima Sâmia Lima    | Micaela Flores Fernanda Saponara Rivva  |
| Mixed        | Mario Cuba Katherine Winder     | Dennis Coke Katherine Wynter | Daniel La Torre Dánica Nishimura        |
| Mixed        | Mario Cuba Katherine Winder     | Dennis Coke Katherine Wynter | Nicolás Macías Micaela Castillo Salazar |